# Paul Bezanson
Pour les articles homonymes, voir Bezanson.
Paul Bezanson, né le 25 janvier 1825 à Gray dans la Haute-Saône et mort le 1er juillet 1893 à Paris, est un homme politique français.
Grand industriel textile dont les usines familiales sont situées à Breuches, il est conseiller général dès 1849. Il est député de la Haute-Saône de 1889 à 1893, siégeant au centre droit.

## Activités professionnelles
Issu d'une famille franc-comtoise originaire des environs de Gray par le mariage Villequez au XVIIIe siècle dont la fortune fut faite dans les filatures de coton en bordure du Breuchin, Augustin Bezanson est autorisé à « convertir le moulin qu'il possède en une filature de coton avec tissage à mécaniques » par ordonnance royale du 1er juin 1828. Une demeure patronale, attestée en 1832, est également édifiée à l'ouest du site. L'usine textile subit un incendie en février 1833. Reconstruite, elle est reprise peu après par Joseph Bezanson, neveu du fondateur. Vers 1855, Paul et Charles, neveux de Joseph, fondent un tissage au Val d'Ajol (Vosges), alimenté par les filés de la filature de Breuches.
Celle-ci est dirigée par Paul Bezanson jusqu'à sa mort en 1893, sous la raison sociale P. et C. Bezanson, puis par ses trois fils, sous la dénomination C. et G. Bezanson. La demeure patronale est détruite, remplacée entre 1893 et 1898 par un nouveau logis, agrémenté d'un parc et de dépendances (écuries, remises, chenil, conciergerie, serre). De même, la filature à étages est rasée (usine dite en démolition en 1901) et reconstruite en rez-de-chaussée, plus à l'est, à la charnière des 19e et 20e siècles. Elle produit 320 t de fil par an à cette époque. De nouveau détruite par un incendie le 17 juin 1933, la filature est reconstruite peu après. Pendant la Seconde Guerre mondiale, l'usine file des fibres de genêt. Elle est cédée vers 1950 à la Société Textile de Breuches (maison-mère à Oberbruck, Haut-Rhin) , puis reprise en 1957 par la Société cotonnière Doller. En 1951, la production atteint 326 t de fil. La filature ferme ses portes en 1960. Les bâtiments industriels sont vendus en 1965 à la société Gauthier, de Vesoul (Haute-Saône) , abritent un temps une tréfilerie puis, à partir de 1975, la Société Industrielle de Bois (fabricant de cuisines). Après sa fermeture, la plupart des bâtiments industriels ont été détruits, et notamment la cheminée de 42 m, abattue en septembre 2001. Le parc, la demeure patronale et ses dépendances ont été acquis en 1972 par une association qui y a implanté une maison d'enfants (aujourd'hui Alefpa : Association laïque pour l'éducation et la formation professionnelle des adolescents).
Les bâtiments du site familial ont été inscrits à l'Inventaire supplémentaire des Monuments historiques en 1994. La centrale hydroélectrique, qui alimentait encore l'usine de tréfilerie jusqu'en 1973, est remise en service par un particulier en 1987. Elle est toujours en activité.
À ses débuts, la filature est mise en mouvement par une roue hydraulique de 4, 70 m de largeur et de diamètre. En 1842, la filature comptabilise 10 800 broches, réparties sur 28 métiers, qui produisent 100 t de fil. Par arrêté préfectoral du 14 mars 1848, Joseph Bezanson est autorisé à maintenir en activité une chaudière dite à tombeau (Mamby, Wilson et Cie à Charenton) , en service depuis 1834, pour chauffer à la vapeur les 4 ateliers de sa filature. Elle est remplacée par une chaudière Mathebs (Thann, Haut-Rhin) autorisée le 28 juillet 1855. Un nouveau générateur pour la vaporisation des filés de coton est permissionné le 17 janvier 1856. Une chaudière et une machine à vapeur de 50 ch des Ets André Koechlin & Cie (Mulhouse, Haut-Rhin) sont autorisées le 16 mars 1859 pour actionner les métiers de la filature. L'arrêté préfectoral du 9 octobre 1862 autorise l'installation d'une nouvelle chaudière pour le chauffage des ateliers et la production de vapeur. Mention d'une usine à gaz pour l'éclairage électrique en 1869. La filature compte 15 000 broches en 1870 et en 1918, et 18 000 en 1930. En 1873, les moteurs hydrauliques et les machines à vapeur produisent chacun 100 ch. Trois chaudières à vapeur de la SACM (Mulhouse, Haut-Rhin) , un appareil à vaporiser et une installation de chauffage Scheidecker et Kohl (Lure, Haute-Saône) sont autorisées en 1905.Trois turbines sont installées à la centrale hydroélectrique en 1988, pour une puissance totale de 260 kW.
La filature emploie 250 ouvriers en 1842, 60 hommes, 40 femmes, 30 enfants en 1875, 53 hommes, 18 femmes et 39 enfants en 1893, 99 ouvriers en 1931, et 133 salariés en 1951.

## Famille
Ses fils auront une descendance dont Marie-Thérèse Bezanson (1867-1948), devenue baronne Joseph de Gail et décédée à Breuches.
Les cousins du côté Villequez resteront aussi dans la région comme la descendance du comte Étienne Heudelet de Bierre et de sa femme Marie-Thérèse Villequez, les Gillet de Thorey ou les Lasnet de Lanty.

## Sources
- « Paul Bezanson », dans le Dictionnaire des parlementaires français (1889-1940), sous la direction de Jean Jolly, PUF, 1960 [détail de l’édition]